# Bethel (Connecticut)
Bethel – miasto w Stanach Zjednoczonych, w stanie Connecticut, w hrabstwie Fairfield.
W miejscowości były kręcone sceny do filmu Droga do szczęścia z 2008 roku.